# 親水性

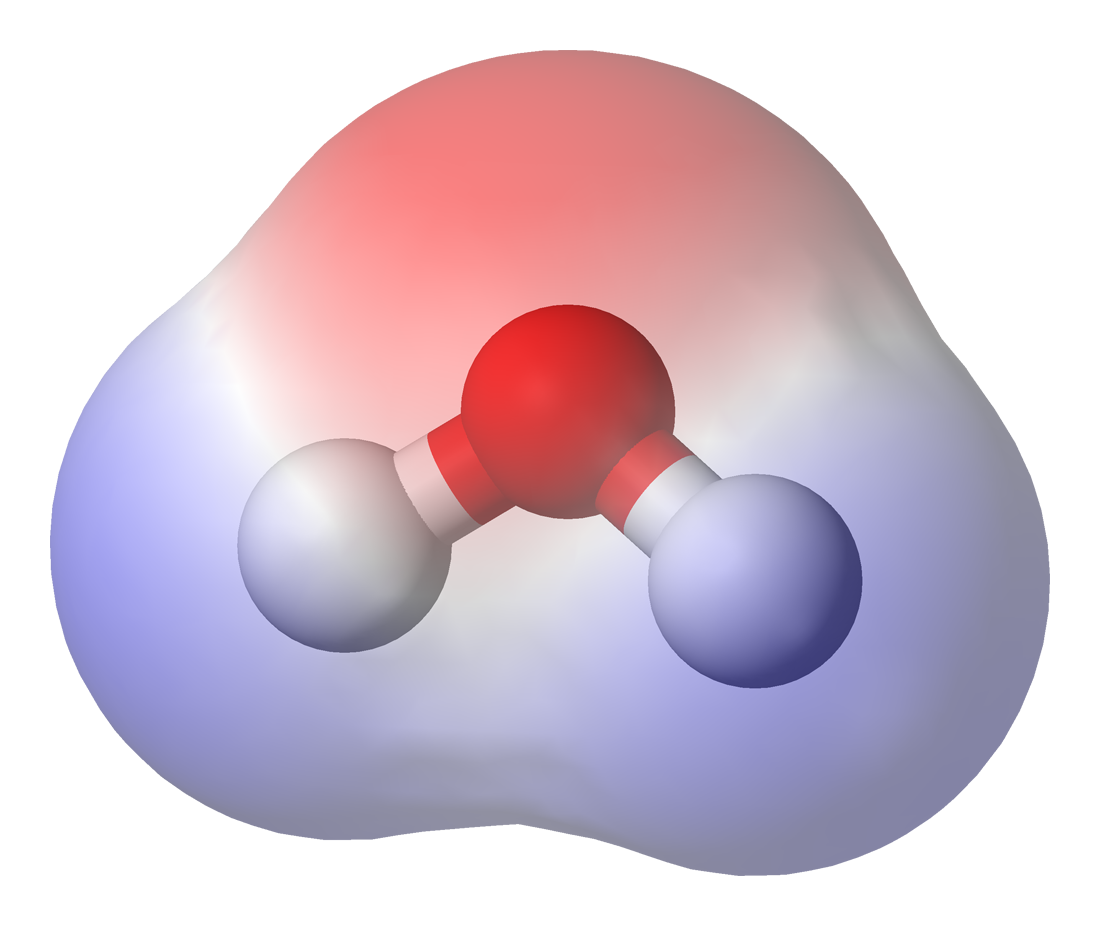
電気陰性度の差により、水分子中の電子は酸素原子側に引き寄せられている。

水分子間における水素結合のモデル。図中のように、水分子同士のδ+とδ-が引き合うことで水素結合する。水と親水性分子間でも同様の水素結合が生じることで、親水性分子は水に溶解する。

親水性（しんすいせい、hydrophile、hydrophilicity）とは、水 (H2O) との間に親和性を示す化学種や置換基の物理的特性を指す。その親和性は通常、水素結合に由来する。なお、英語で親水性を意味する hydrophile の語は、ギリシャ語で“water”
（水）を意味する hydros と、“friendship”（友好）を意味する “φιλια” (philia) に由来する。

## 概要
親水性は、水との間に水素結合を作ることで、水に溶解しやすいかあるいは水に混ざりやすい性質であり、熱力学的に好ましい（自由エネルギーを減少させる）現象である。また、親水性の分子は水のほかに極性溶媒にも可溶である。
ただし、水に溶解しない場合でも、例えば物質表面が水に濡れやすい（水滴をつくらない、はじかない）場合でも親水性と表現する場合がある。
親水性分子（例えばエタノールなど）あるいは親水性基（例えば脂肪酸におけるカルボン酸残基など）は、その極性により水素結合を形成できることから、油や疎水性溶媒よりも水に溶けやすい。
親水性分子はまた、双極子モーメントや誘電率から極性分子としても知られる。いくつかの親水性物質は不溶性であり、このような混合物をコロイドという。両親媒性物質である石鹸は、親水性の頭部と疎水性の尾部を持つため、極性溶媒と非極性溶媒の双方に溶解する。

## 経験則
有機化合物の水溶性に関するおおよその経験則として、少なくとも炭素5個当たり電荷を帯びていない1個の親水性基が存在するか、もしくは少なくとも炭素7個あたり電荷を帯びた1個の親水性基が存在するとき、水に対する分子の可溶性が質量パーセント濃度で1%以上となることが知られている。